# Shenzhou 13

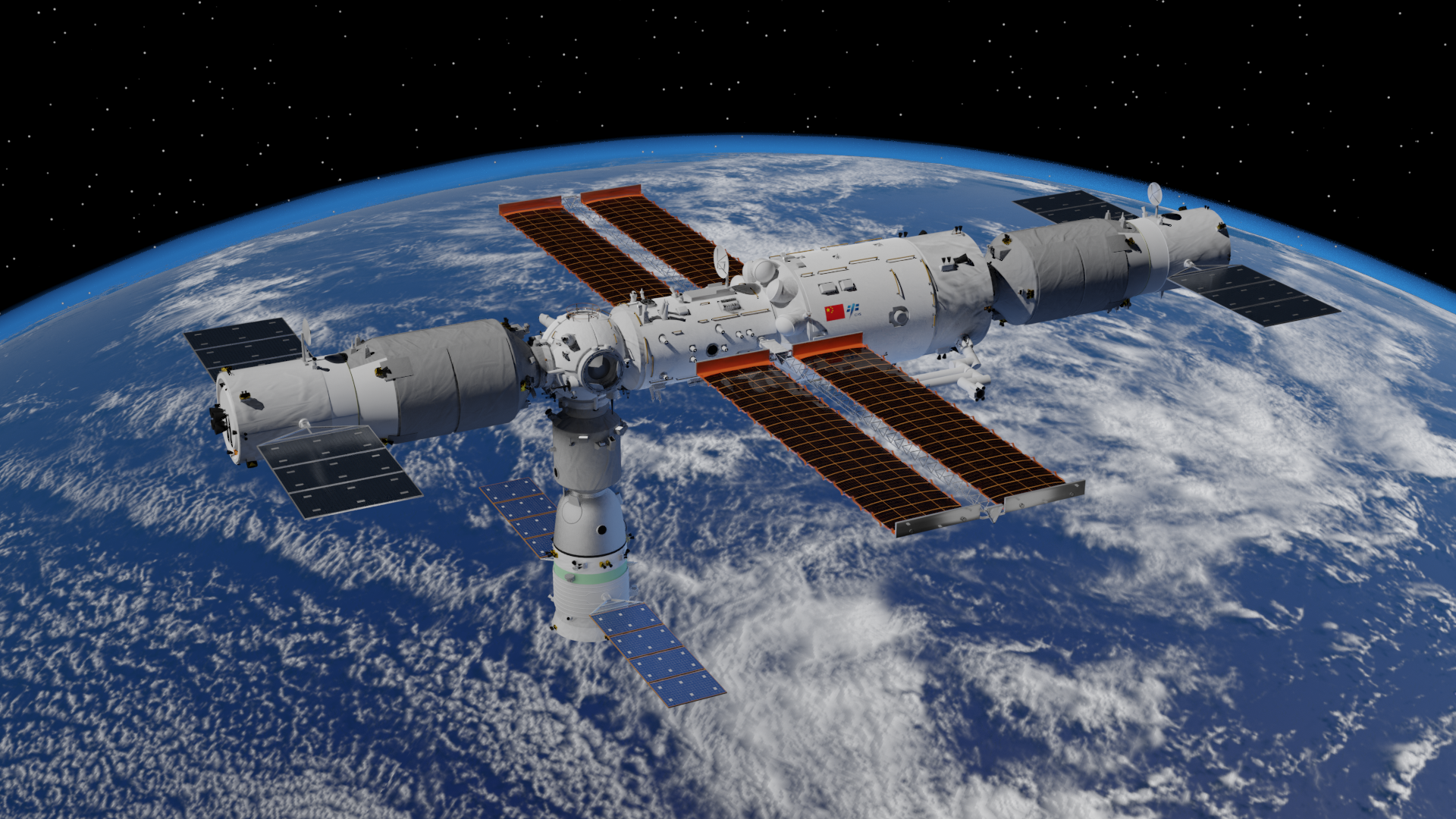
Tianzhou 2 (esq.), Tianzhou-3 (dir.) e Shenzhou 13 (nadir).

Shenzhou 13 (chinês simplificado: 神舟十三号, pinyin: Shénzhōu Shísān-hào) foi um voo espacial chinês lançado no dia para 15 de outubro de 2021, 16:23 UTC. O voo marcou a oitava missão tripulada da China e o décimo terceiro voo do programa Shenzhou. O voo levou três taikonautas do Corpo de Taikonautas do Exército de Libertação Popular no segundo voo com destino ao módulo Tianhe, o primeiro da Estação Espacial Tiangong.
Este voo é o primeiro que durou 6 meses (180 dias). Depois disto, a permanência de seis meses será o padrão.

## Tripulação
A tripulação foi publicamente anunciada em uma conferência de imprensa no dia 14 de outubro de 2021, mas haviam recebido a atribuição de forma secreta em dezembro de 2019. Zhai Zhigang é um veterano da Shenzhou 7; Wang Yaping voou na Shenzhou 10 e tornou-se a primeira mulher na Tiangong, enquanto Ye Guangfu realizou seu primeiro voo.
| Posição      | Taikonauta   |
| ------------ | ------------ |
| Comandante   | Zhai Zhigang |
| Taikonauta 1 | Wang Yaping  |
| Taikonauta 2 | Ye Guangfu   |

## Nave
A Academia de Tecnologia Espacial da China desenvolveu uma nova tecnologia na Shenzhou 13 com o objetivo de acoplar radialmente na parte da Tianhe virada para a Terra, exigindo a manutenção do controle contínuo da altitude e da órbita. Este tipo de atracação diferiu das atracações dianteiras e traseiras utilizadas pelas missões Shenzhou 12, bem como Tianzhou 2 e 3, criando uma cadeia logística de infra-estrutura espacial que inclui o módulo central, as tripulações e as naves espaciais de carga.

## Missão
A nave foi lançada num Longa Marcha 2F a partir do Centro de lançamento de satélites de Jiuquan no Deserto de Gobi as 16:23:56 UTC do dia 15 de outubro de 2021. Depois de cerca seis horas e meia a nave chegou na Tiangong. A missão acoplou-se com o Tianhe as 22:49 UTC do dia 15 de outubro de 2021.

### Expedição 2
A tripulação embarcou no Tianhe as 01:58 UTC do dia 16 de outubro de 2021, como a segunda expedição na Tiangong. Como parte de um projeto de divulgação científica, no dia 9 de novembro de 2021 foi iniciado o "Tiangong Classroom". A nave desacoplou da Tiangong as 16:44 p.m. UTC do dia 15 de abril de 2022. A tripulação pousou no dia 16 de abril de 2022, as 01:56:37 UTC. Enquanto a missão anterior demorou cerca de 28 horas para pousar, a Shenzhou 13 levou apenas 8 horas.
A Shenzhou 14 foi colocada a postos para o caso de uma situação de emergência abordo da Tiangong, com o lançamento em até 8,5 dias após o anúncio da emergência, em algo similar ao antigo conceito Launch on Need da época do Ônibus Espacial.

#### Caminhadas no espaço
No dia 7 de novembro de 2021, a primeira das três caminhadas espaciais programadas foi realizada por Zhai Zhigang e Wang Yaping. Wang entrou para a história como a primeira cidadã chinesa a realizar uma caminhada espacial. Eles receberam a tarefa de realizarem a instação da suspensão e adaptador do braço robótico e também realizarem os testes típicos do equipamento. A atividade durou 6 horas e 25 minutos.
No dia 26 de dezembro de 2021, Ye Guangfu e Zhai Zhigang realizaram a segunda caminhada espacial da missão, com Wang Yaping apoiando a dupla a partir do interior da estação. As tarefas de Ye e Zhai incluíram a liberação da "câmera panorâmica C", a instalação de uma plataforma para encaixe dos pés e o teste de vários métodos para movimentos de objetos dentro da estação. A caminhada espacial durou 6 horas e 11 minutos.

## Galeria

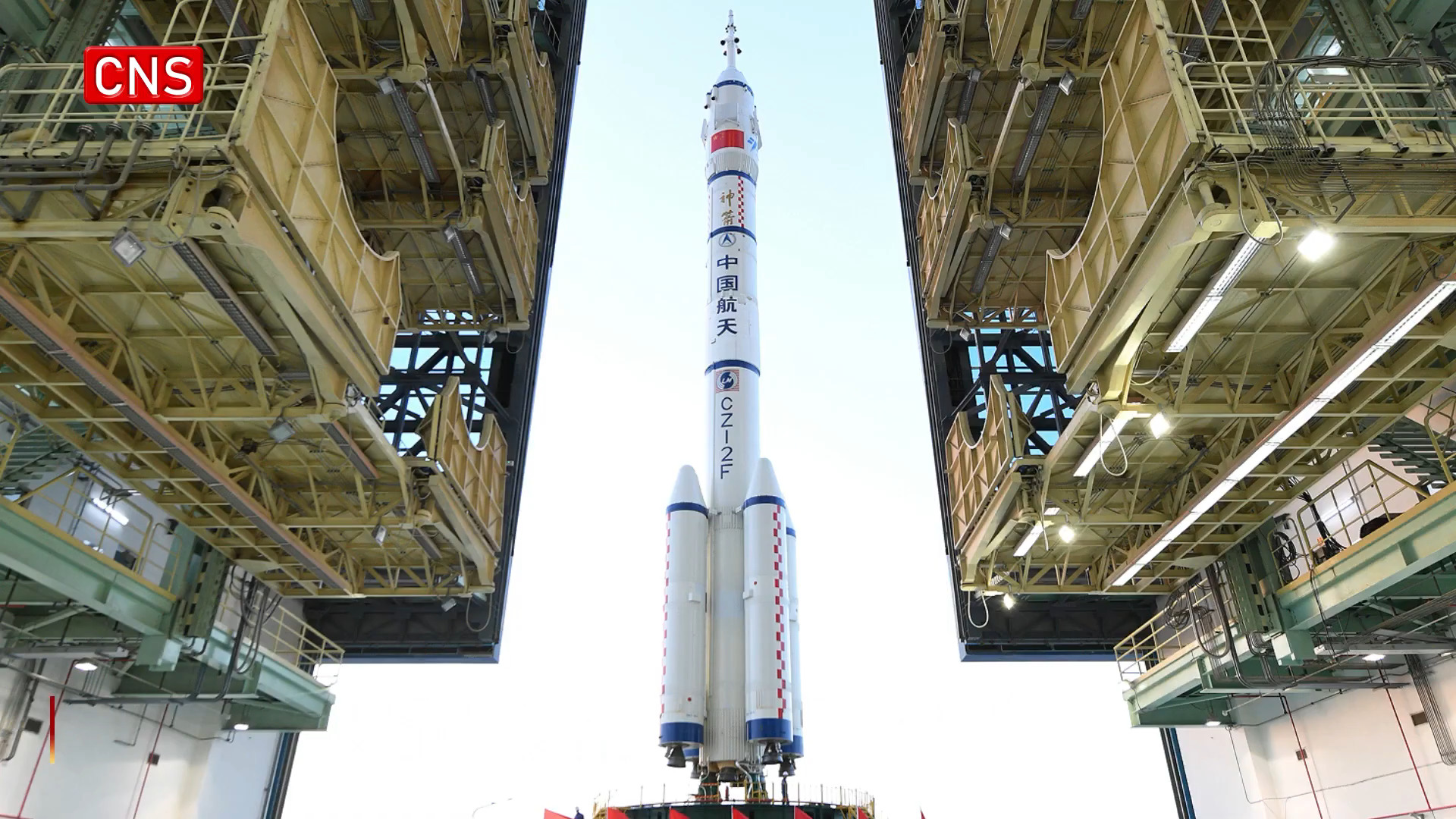
Longa Marcha 2F sendo movido para a plataforma de lançamento.
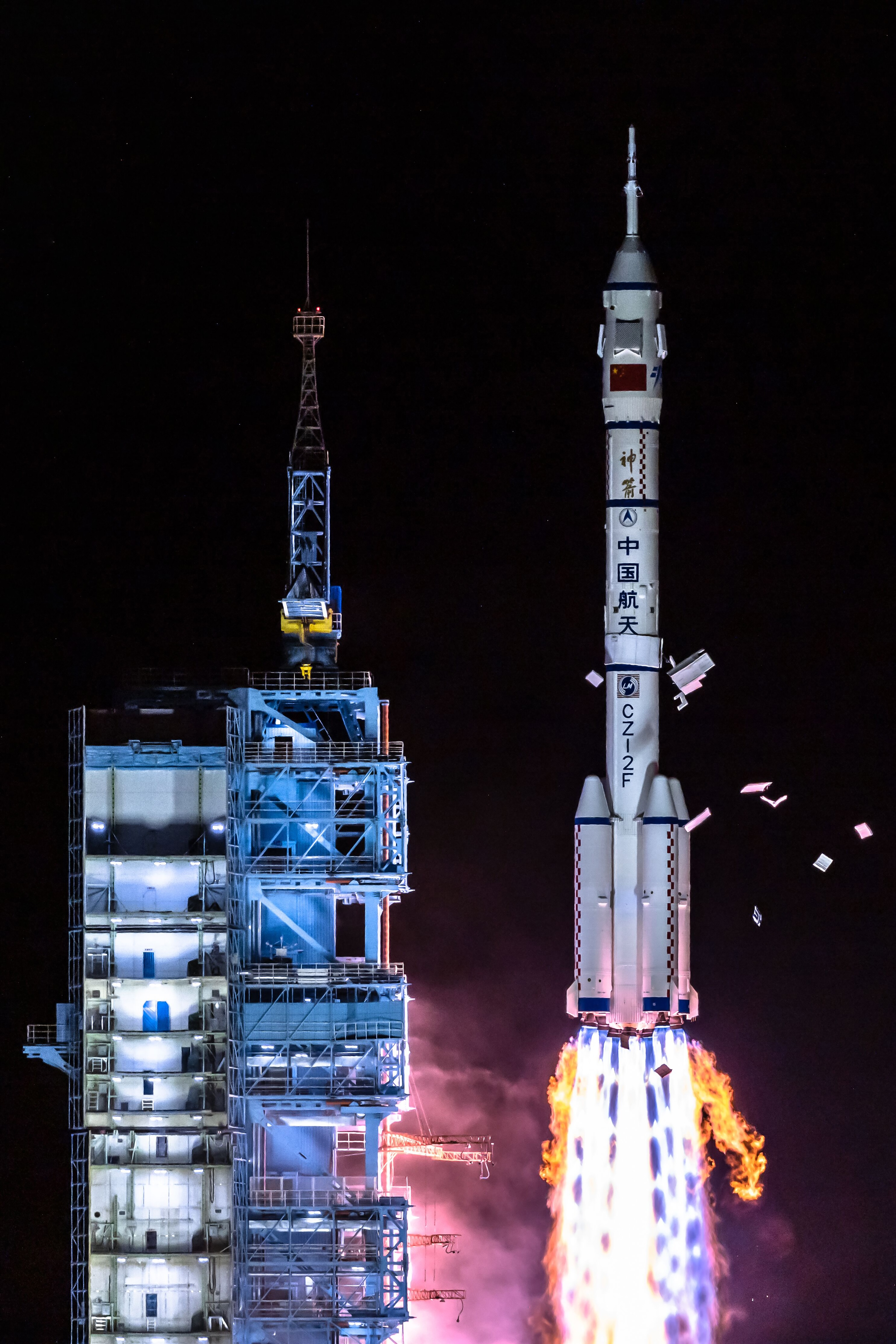
Lançamento no dia 15 de outubro de 2021.
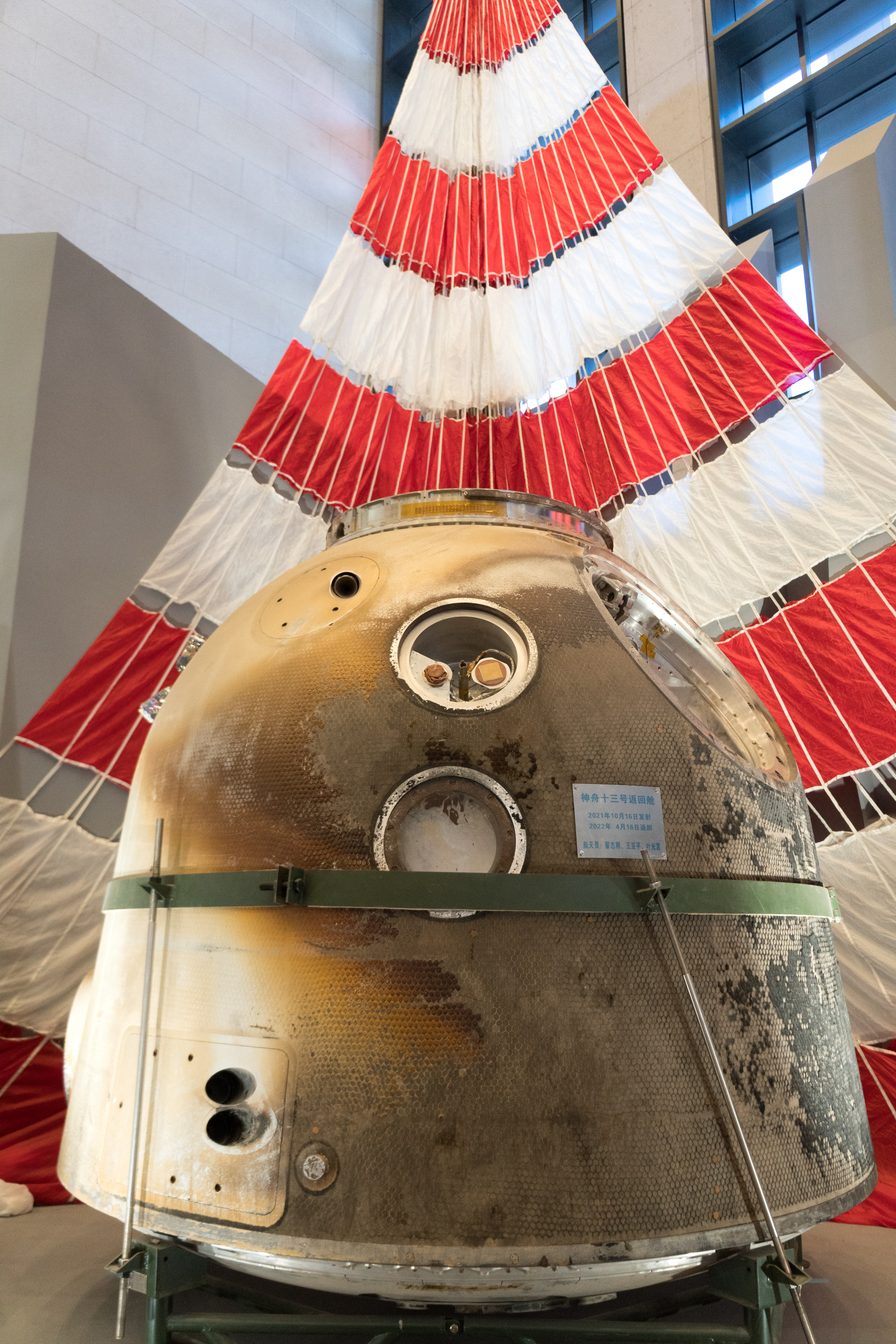
O módulo de pouso e o paraquedas no Museu Nacional da China.